# Чинквари
Чинква́ри (рос. Чинквары, чув. Чăнкăвар) — виселок у складі Канаського району Чувашії, Росія. Входить до складу Новочелкасинського сільського поселення.
Населення — 57 осіб (2010; 79 у 2002).
Національний склад:
- чуваші — 100 %